# Биотит
Биотит је минерал, спада у групу лискуна. Биотит је филосиликат са хемијском формулом K(Mg,Fe2+,2+)3[2|(3+,3+)310]. 
Биотит се од мусковита разликује по повећаном садржају гвожђа. Биотит се јавља у различитим типовима стена, било седиментним, метаморфним или магматским али од осталих лискуна најдоминантнији је у габру.